# Hei-tiki

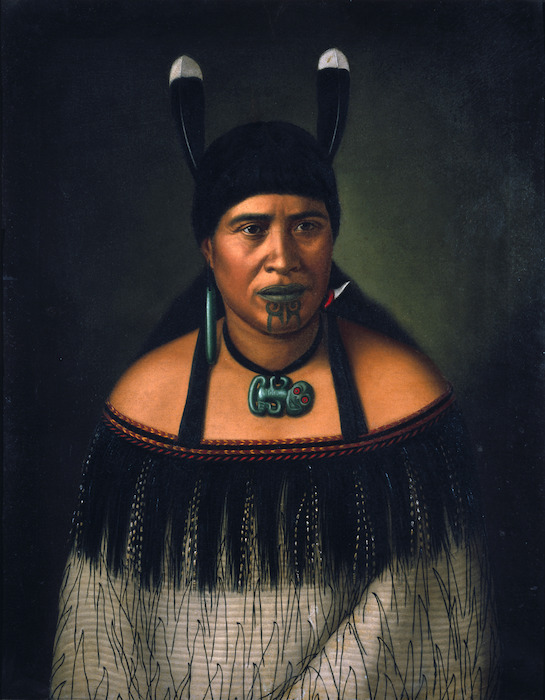
Hinepare (o femeie ce e membră a tribului Ngāti Kahungunu) purtând un hei-tiki

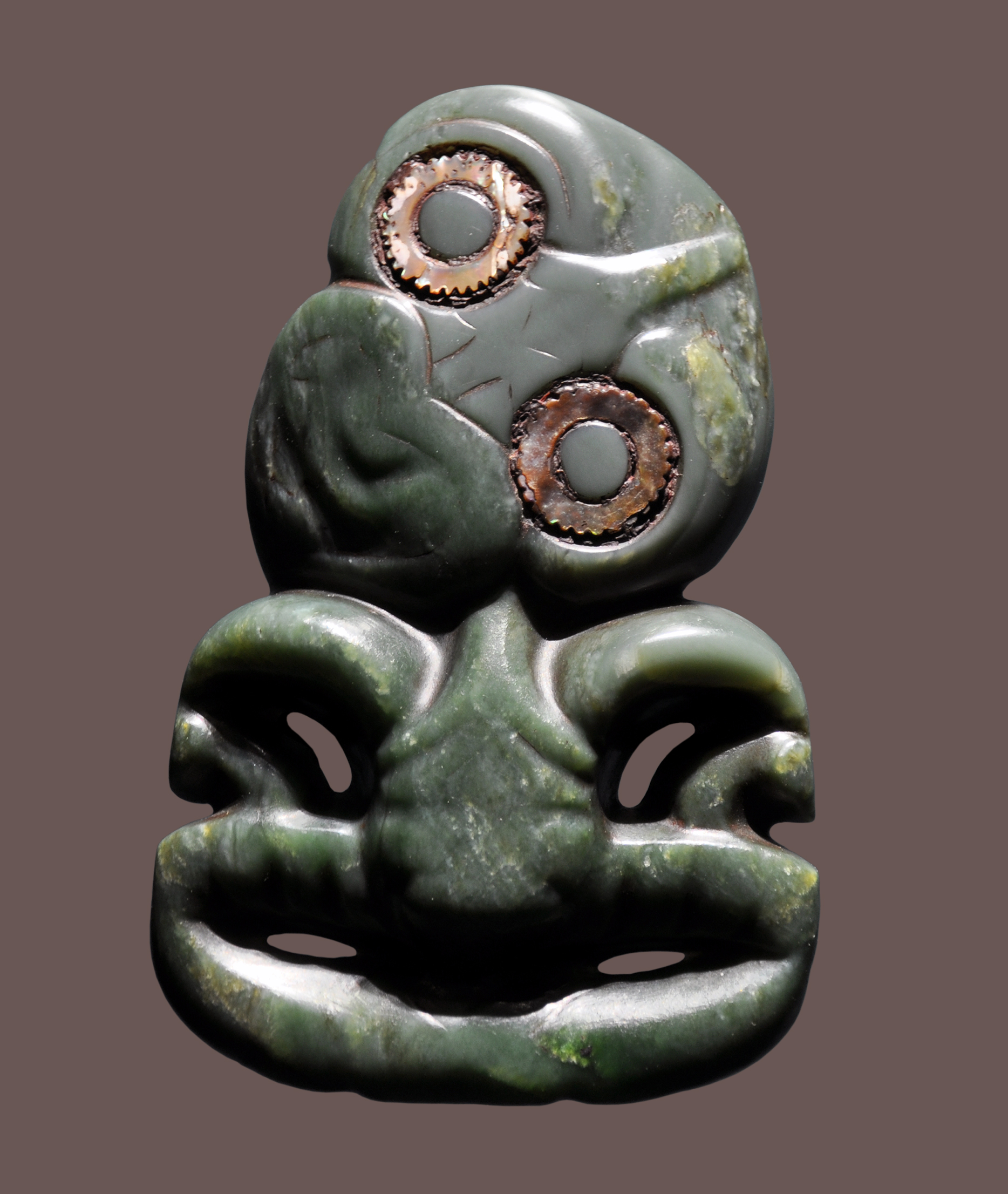
Un hei-tiki confecționat din pounamu (o varietate mai dură de nefrit) și scoici. El datează din aproximativ 1500 - 1800

Hei-tikiul (pronunție: /heɪˈtiki/) este un pandantiv specific poporului māori din Noua Zeelandă. Hei-tikiurile sunt deobicei confecționate din pounamu (o varietate mai dură de nefrit) și sunt considerate a fi niște taonga (comori) de către māorieni. Ele sunt numite de obicei de neo zeelandezi „tiki”, un termen care se referă de fapt la o figură umanoidă mare, sculptată în lemn, și de asemenea la cioplituri mici de lemn care au scopul de a marca locurile sacre. De asemenea, cuvântul „hei” din limba maori înseamnă „a purta în jurul gâtului”.
În magazine cu suveniruri pentru turiști din Noua Zeelandă pot sa fie cumpărate hei-tikiuri confecționate din jad, alte tipuri de minerale, plastic sau alte materiale.

## Origini și materiale
O teorie care explică originea hei-tikiurilor sugerează o legătură cu Tiki, primul om din legendele māoriene.